# Карл Стінер
Карл Вейд Стінер (англ. Carl Wade Stiner; 7 вересня 1936, Лафоллетт, округ Кемпбелл, Теннессі — 2 червня 2022, Ноксвілл, Теннессі) — американський воєначальник, генерал армії США (1990), командувач силами спеціальних операцій Збройних сил США (1990—1993), Об'єднаного Командування спеціальних операцій (1984—1987). Учасник війн у В'єтнамі та в Перській затоці.

## Біографія
Карл Вейд Стінер народився 7 вересня 1936 у місті Ла-Фоллетт, в штаті Теннессі. У 1958 році закінчив Теннессійський технологічний університет зі здобуттям освітнього ступеня майстра за фахом «сільське господарство». Військову освіту підвищував у Командно-штабному коледжі армії на авіабазі Максвелл та Воєнному коледжі армії США у Карлайль-Барракс, Пенсільванія. Також заочно проходив навчання у коледжі Шіппенбурга в галузі державного управління.
Військова кар'єра
- 30 травня 1958 — другий лейтенант
- 30 листопада 1959 — перший лейтенант
- 25 жовтня 1962 — капітан
- 13 грудня 1966 — майор
- 15 листопада 1971 — підполковник
- 1 лютого 1976 — полковник
- 1 квітня 1980 — бригадний генерал
- 1 липня 1985 — генерал-майор
- 11 жовтня 1988 — генерал-лейтенант
- 1 липня 1990 — генерал

Військову службу розпочав невдовзі після завершення навчання в Теннессійському університеті — з травня 1958 по лютий 1960 командир взводу роти «D» 2-ї бойової групи 9-го піхотного полку 2-ї піхотної дивізії, Форт Беннінг, Джорджія. З лютого 1960 по жовтень 1961 — старший помічник командира роти «А» 1-ї бойової групи 11-го піхотного полку 2-ї піхотної дивізії.
З жовтня 1961 по квітень 1962 року К. Стінер помічник начальника оперативного відділу 2-ї бойової групи 7-ї піхотної дивізії, що дислокувалась у Кореї.
З травня 1963 по серпень 1964 продовжив службу в Центрі навчальної підготовки армії США у Форт-Джексоні (Південна Кароліна) старшим помічником командира 18-го батальйону 5-го навчального полку (травень — вересень 1963), командиром роти «Е» 5-го батальйону (вересень 1963 — квітень 1964) і старшим помічником командира 2-го батальйону (квітень — серпень 1964) 1-ї навчальної бригади.
З серпня 1964 по травень 1966 служив в 3-ій групі спеціального призначення армії США у Форт Брегг інструктором з проведення протипартизанських операцій роти «А» (1964 серпень — жовтень 1965) і офіцером з оперативних питань загону «C» роти «А» (жовтень 1965 — травень 1966).
З серпня 1966 по червень 1967 навчався у командно-штабному коледжі армії США. Потім служив у В'єтнамі у складі 1-ї бригади 4-ї піхотної дивізії начальником оперативного відділу S-3 3-го батальйону 12-го піхотного полку (червень 1967 — січень 1968) і бригади (січень — липень 1968).
З липня 1968 по лютий 1970 — офіцер штабу з питань особового складу в апараті заступника начальника штабу армії США з питань особового складу. З лютого 1970 по лютий 1972 — помічник заступника начальника секретаріату загальної частини штабу апарату Міністра армії США.
З березня 1980 по травень 1982 року полковник К. Стінер начальник штабу об'єднаних тактичних сил швидкого розгортання на авіабазі Мак-Ділл, Флорида, а 1 квітня 1980 року йому присвоєне звання бригадний генерал. Потім з червня 1982 року по серпень 1983 був помічником командира 82-ї повітрянодесантної дивізії з операцій у Форт Брегг. У серпні 1983 — серпні 1984 на посаді помічника заступника директора управління планування та політики J-5 з військово-політичних питань в Об'єднаному комітеті начальників штабів. На цій посаді, майже рік пропрацював у Бейруті, під час громадянської війни в Лівані.
У серпні 1984 року він призначений командувачем Об'єднаного Командування спеціальних операцій США, яке очолював з серпня 1984 по січень 1987. 1 липня 1985 бригадному генералу Стінеру присвоєне звання генерал-майора. У жовтні 1985 року безпосередньо керував діями підрозділу спеціальних операцій, що брали участь у звільненні заручників захопленого палестинськими терористами італійського круїзного судна «Акілле Лауро».
У січні 1987 року призначений командиром 82-ї повітрянодесантної дивізії, в жовтні 1988 став командувачем XVII повітрянодесантного корпусу. Одночасно, під час вторгнення в Панаму, в грудні 1989—1990 командував Південною об'єднаною тактичною групою (англ. Joint Task Force South), будучи таким чином оперативним командувачем усіх сил, які брали участь у проведенні даної спеціальної операції.
19 квітня 1990 Стінер був представлений до звання генерала і посади командувача Командування спеціальних операцій США. 22 червня кандидатура Стінера була схвалена Сенатом США. На цій посаді він перебував з 27 червня 1990 року до 20 травня 1993 року і генерал Стінер відповідав за їх бойове застосування під час війни в Перській затоці.
30 травня 1993 року генерал Стінер пішов у відставку.

## Нагороди та відзнаки
| Bronze oak leaf cluster                                                     |                                                       |                                                   |
|                                                                             | Bronze oak leaf cluster                               |                                                   |
| Bronze oak leaf cluster · Bronze oak leaf cluster · Bronze oak leaf cluster |                                                       | Silver oak leaf cluster · Silver oak leaf cluster |
| Bronze oak leaf cluster                                                     |                                                       | Bronze star                                       |
|                                                                             | Bronze star · Bronze star · Bronze star · Bronze star |                                                   |
|                                                                             | Кавалер Національного ордену Кедра (Ліван)            |                                                   |
|                                                                             |                                                       |                                                   |